# Jenna McCormick
Jenna McCormick (* 7. September 1994 in Mount Gambier, South Australia) ist eine australische Fußballspielerin, die auch Australian Football spielt. Sie spielte außer in ihrer Heimat Australien schon in Island, Norwegen und Spanien – dort zumeist im Nordsommer. 2019 spielte sie erstmals für die australische Fußballnationalmannschaft der Frauen. Aktuell spielt sie bei Brisbane Roar.

## Karriere

### Verein

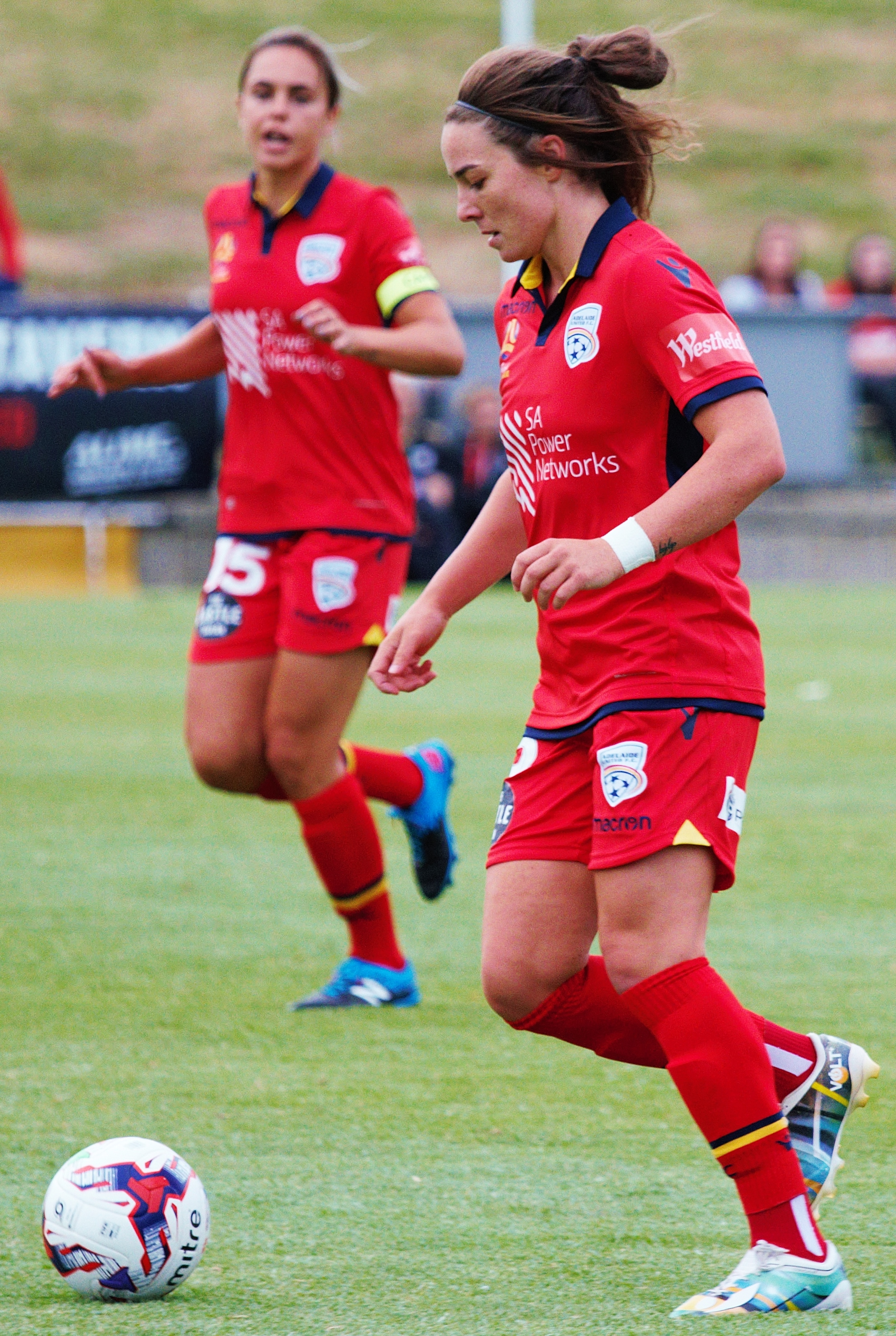
Jenna McCormick bei einem Spiel für Adelaide United im Dezember 2017

McCormick begann ihre Karriere beim Blue Lake SC in ihrem Geburtsort und zog dann nach Adelaide, wo sie ab Dezember 2012 für Adelaide United spielte. Im Oktober 2015 zog es sie in die Hauptstadt, um für Canberra United zu spielen. Nach dem Abschluss der ersten Saison folgte ein erstes Auslandsengagement beim isländischen Verein UMF Stjarnan, wo sie ihren ersten Titel, die isländische Meisterschaft gewann. Zurück in Australien belegte sie mit Canberra am Ende der Punktspielrunden zwar den ersten Platz der Tabelle, im Halbfinale des Meisterschaftsturnier verloren sie aber mit 0:1 n. V. gegen Melbourne City FC. Danach folgte ein zweites Engagement in Europa, diesmal beim norwegischen Verein Medkila IL. Der Verein stieg aber am Ende der Saison ab. Zurück in Australien spielte sie dann wieder für Adelaide United,  wo sie aber auch wieder nur den letzten Platz belegte. Besser lief es in der Saison 2018/19, wo sie mit Brisbane Roar die reguläre Saison auf dem zweiten Platz abschloss, im Halbfinale des Meisterschaftsturnier aber am Sydney FC scheiterte. So lief es dann auch eine Saison später: zunächst wurde mit Melbourne Victory in der regulären Saison der zweite Platz erreicht, im Halbfinale des Meisterschaftsturnier aber wieder gegen Sydney verloren. Nach der COVID-19-bedingten langen Spielpause kam sie bei Real Betis Ende Oktober 2020 in der Primera División zu einem 15-minütigen Kurzeinsatz bei einer 0:5-Niederlage gegen die Frauen des FC Barcelona. Als dann Ende Dezember auch in Australien die Saison wieder startete, kehrte sie zurück in ihre Heimat, diesmal zum Meister Melbourne City FC.
Im August 2021 erhielt sie einen Vertrag beim dänischen Verein AGF Fodbold, wo sie von Katrine Pedersen trainiert wird, mit der sie schon in Australien für Adelaide United gespielt hat. Danach ging es zurück nach Adelaide und anschließend wieder nach Brisbane.

### Australian Football
Ab 2017 spielte sie für den Adelaide Football Club in der erstmals ausgetragenen AFL Women’s Australian Football und konnte mit ihrer Mannschaft 2017 das AFL Women’s Grand Final gewinnen.

### Nationalmannschaft
Im November 2019 wurde sie bei zwei Freundschaftsspielen gegen Chile erstmals in der  A-Nationalmannschaft Australiens eingesetzt. Dabei stand sie im ersten Spiel in der Startelf, wurde aber in der 86. Minute ausgewechselt. Im zweiten Spiel wurde sie zur zweiten Halbzeit für Clare Polkinghorne eingewechselt.
In der erfolgreich absolvierten Qualifikation für die Olympischen Spiele 2020 kam sie in zwei von fünf Spielen zum Einsatz, spielte dabei aber jeweils die vollen 90 Minuten. Für die Spiele in Japan wurde sie aber nicht nominiert und danach auch noch nicht wieder.

## Erfolge
- 2016 Isländische Meisterin
- 2017 Erste Meisterin im Australian Football für Frauen